# سراب دوره
سراب دوره (بالفارسية: سراب‌دوره) هي مدينة تقع في إيران في ناحية دورة تشغني (مقاطعة دورة). يقدر عدد سكانها بـ 1,312 نسمة .